# Лоцмейстерський пост (Ростов-на-Дону)
- | Зовнішні зображення | Зовнішні зображення                                           |
| ------------------- | ------------------------------------------------------------- |
|                     | Лоцмейстерский пост м. Ростов-на-Дону                         |
|                     | Будівля колишнього лоцмейстерского поста (острів Перебійний). |

Лоцме́йстерський пост (рос. Лоцмейстерский пост)  — будинок, перенесений з острова Перебійний (Азовський район), розташований на лівому березі Дону поблизу розвідного залізничного мосту м. Ростова-на-Дону.

## Історія
Будинок лоцмейстерського поста, де під керівництвом винахідника радіозв'язку Олександра Попова була споруджена перша громадянська радіостанція Росії.
Лоцмейстерський пост з'явився на острові Перебойном на початку 1890-х років при виході гирла Егурча в Таганрозьку затоку. Головним завданням його була передача інформації капітанам суден про рівні води в донських гирлах. Для цього тут були встановлені телеграф і щогла, на якій піднімалися візуальні знаки з цифрами. Щогла розміщувалася на даху одноповерхової протяжної будови — на центральній ротонді, яка її вінчає.
У 1901 році на лоцпост прибув відомий фізик Олександр Попов, запрошений Комітетом донських гирл для встановлення приймально-передавального радіопристрою. Тоді подібні радіостанції вже були змонтовані ним в Петербурзі і Кронштадті.
На лоцмейстерському посту і плавучому маяку (на відстані 12 км) було встановлено привезене устаткування, і 27 серпня 1901 року почалася робота радіостанції.
У серпні 1902 року Олександр Степанович Попов знову побував на острові Перебойном.
У підсумку було налагоджено чіткий радіозв'язок між лоцмейстерским постом, плавучим маяком, Ростовським портом та суднами в Азовському морі. Ця цивільна радіостанція працювала більше десяти років, а після початку Першої світової війни була передана військовому відомству.
В кінці 1940-х років розібрану дерев'яну будову лоцпоста перенесли на лівий берег Дону і знову зібрали (дещо змінивши його вигляд) поблизу ростовського залізничного мосту, передавши водній станції «Динамо».
Для лоцпоста на острові Перебойном побудували невеликий кам'яний будиночок, який неодноразово перебудовувався. У 1956 році на будинку встановлена меморіальна дошка з текстом:
|  | Здесь, в здании лоцмейстерского поста, в сентябре 1901 г. великий русский ученый, изобретатель радио А. С. Попов принимал радиопередачу через гражданскую радиостанцию. |